# Cryptocentrum spathaceum
Cryptocentrum spathaceum är en orkidéart som beskrevs av Dodson. Cryptocentrum spathaceum ingår i släktet Cryptocentrum, och familjen orkidéer. Inga underarter finns listade i Catalogue of Life.